# شورابادما
شورابادما (بالسنسكريتية: शूरपद्म)‏، هو أسورا ورد ذكره في الأدب الهندوسي. وهو ابن الحكيم كاشيابا وشاكتي اسمها مايا. يشن حربا ضد الديفات بغزو ديفالوكا (مسكنهم) بجيش ضخم. فيهزمه موروغان، ووفقا لتقاليد التاميل، تحول إلى فاهانا، الطاووس. وهو شقيق تاراكاسورا. ابنه الأكبر هو بانوكوبان.

## السيرة
يصف نص كاندا بورانام، النص التكراري التاميلي لنص سكاندا بورانا، أسطورة شورابادما. حيث يقال إنه انخرط في ممارسة زهدية شديد لاسترضاء الإله شيفا، الذي يبدو أنه أعطى الأسورا نعمة اختيار منفعة ما. فطلب نعمة العيش لـ 108 يوغا، وحكم 1008 عالمًا. ويُذكر أنَّه يتزوج من بادماكومالاي، التي أنجب منها عدة أبناء، أكبرهم بانوكوبان. وأسس عاصمته في مدينة تسمى فيراماكنديرام الواقعة على البحر الشرقي، وحكم العالم. وهو عدو الديفات، حيث يبدأ في مضايقتهم، ويهاجم عددًا من أبناء إندرا. كما أنه رغب في إندراني، زوجة إندرا. وعندما هرب إندرا وزوجته إلى الأرض، أرسل مورغان رسوله المسمى فيرافاكوتيفار لحث شورابادما على التوقف عن أنشطته هذه، ولكن دون جدوى. وهنا، أعلن موروغان الحرب عليه، وفي المعركة التي تلت ذلك، قتل جميع أبناء الأخير باستثناء إيرانيان. غير راغب في الاعتراف بهزيمته، تراجع شورابادما إلى البحر، متخذا شكل شجرة مانجو. فشطر موروغان الشجرة إلى نصفين، فيخرج منها الديك والطاووس. فيستعمل الديك كدعامة يستند عليه في المعركة، والطاووس كمطيته التي يركبها.